# 사실심리생략판결
사실심리생략판결(영어: summary judgment) 혹은 약식판결은 민사소송에서 원고와 피고 간에 중요한 사실관계에 대해서는 다툼이 없고, 법률적 부분(손해배상, 법적책임유무, 정당한 항변사유의 존재 등)에 대해서만 다툼이 있는 경우 좀더 신속하게 다툼을 해결하기 위하여 다툼이 없는 사실관계에 대한 판단을 제외시키고 법원이 바로다툼이 있는 법률적 사안에 대하여 판단할 수 있도록 하는 청구제도이다.

## 사실심리생략판결 신청
사실관계에 대한 중요한 다툼에 있으면 거부된다.